# Аламеда-и-Бреа, Сирило де
Сирило де Аламеда-и-Бреа (исп. Cirilo de Alameda y Brea; 9 июля 1781, Торрехон-де-Веласко, королевство Испания — 30 июня 1872, Толедо, королевство Испания) — испанский кардинал, францисканец-обсервант. Архиепископ Сантьяго-де-Кубы с 30 сентября 1831 по 20 апреля 1849. Архиепископ Бургоса с 20 апреля 1849 по 3 августа 1857. Архиепископ Толедо и примас Испании с 3 августа 1857 по 30 июня 1872. Кардинал-священник с 15 марта 1858.